# Międzydziedzinowe Indywidualne Studia Humanistyczne
Międzydziedzinowe Indywidualne Studia Humanistyczne i Społeczne (MISH) (ang. College of Interdisciplinary Individual Studies in Humanities and Social Sciences), poprzednia nazwa (w latach 2012–2019): Kolegium Międzyobszarowych Indywidualnych Studiów Humanistycznych i Społecznych (ang. College of Inter-Area Individual Studies in the Humanities and Social Sciences) – kolegium na prawach wydziału istniejące na niektórych uniwersytetach w Polsce, które umożliwia studentom studiowanie na kilku kierunkach jednocześnie.

## Charakterystyka
Dzięki MISH studiować można kilka dziedzin jednocześnie, co umożliwia uzyskanie na przykład dwóch dyplomów (możliwe jest jednak staranie się o tylko jeden). Dokładne wymogi procedowania są szczegółowo określane przez każdą uczelnię. Istotą tego trybu studiów jest elastyczny, ustalany indywidualnie dla każdego studenta plan. Student realizuje przynajmniej jedno minimum programowe z wybranego kierunku, z którego będzie pisać pracę dyplomową. Korzysta jednak również z oferty poszczególnych przedmiotów wszystkich jednostek uczelnianych współpracujących z MISH.

## MISH na Uniwersytecie Warszawskim

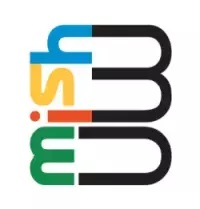
Logo MISH na Uniwersytecie Warszawskim.

Międzyobszarowe Indywidualne Studia Humanistyczne jako pierwsze uruchomione zostały na Uniwersytecie Warszawskim z inicjatywy Ośrodka Badań nad Tradycją Antyczną UW (dziś Wydziału „Artes Liberales”) od roku akademickiego 1993/94.
Miarą sukcesu tych inicjatyw było powołanie do życia w roku 1999 międzyuniwersyteckiej ogólnopolskiej struktury pod nazwą Akademia „Artes Liberales”, która przeniosła doświadczenia MISH-ów na poziom studiów międzyuczelnianych.
Za innowacyjność w zakresie organizacji studiów i badań humanistycznych OBTA (dziś Wydział AL), dawniej koordynująca funkcjonowanie MISH, otrzymała dwukrotnie szczególnie zaszczytną nagrodę Hannah Arendt Prize (w roku 1999 i 2001 „za najciekawsze rozwiązania w zakresie nauki i dydaktyki”). 26 kwietnia 2002 r. w prestiżowym czasopiśmie „The Chronicle of Higher Education” ukazał się artykuł poświęcony rozwojowi edukacji „liberalnej” w Europie Wschodniej, w którym wiele miejsca poświęcono MISH, zwracając uwagę na nowatorski charakter tej formy kształcenia akademickiego. Kolegium MISH znalazło się wśród dziesięciu najlepszych miejsc do studiowania w rankingu „Polityki” (Polityka nr 37 (2722), 12 września 2009).
W roku 2004 MISH zyskał akredytację Państwowej Komisji Akredytacyjnej i otrzymał ocenę pozytywną w zakresie jakości kształcenia prowadzonego na poziomie magisterskim w Kolegium MISH UW.
Międzywydziałowe Indywidualne Studia Humanistyczne na Uniwersytecie Warszawskim trwają trzy lub pięć lat. Są to studia stacjonarne jednolite magisterskie lub stacjonarne I i II stopnia (w zależności od kierunku studiów, na którym student planuje uzyskanie dyplomu). Nie są prowadzone w trybie zaocznym ani wieczorowym. W trakcie studiów w Kolegium MISH można uzyskać dyplomy licencjata (I stopień studiów) lub magistra (w zależności od wybranego kierunku: na jednolitych studiach magisterskich, lub kontynuując studia na II stopniu).
Na niektórych kierunkach obowiązują limity przyjęć dla studentów MISH. Oznacza to, że nie każda osoba studiująca w Kolegium, która wybierze dany kierunek, będzie mogła realizować na nim dyplom. Taką szanse mają tylko ci, którzy otrzymają rekomendacje. Starać się o nie można po ukończeniu I roku studiów.
Studia prowadzone przez Kolegium MISH realizują zamierzenia edukacyjne ściśle odpowiadające nazwie Kolegium. Są to bowiem studia:
- Międzydziedzinowe – obejmujące co najmniej dwie dziedziny i prowadzące do uzyskania dyplomu na co najmniej jednym kierunku studiów.
- Indywidualne – zorganizowane w systemie tutoringu, w którym każdy student wybiera opiekuna naukowego (tutora). Wspólnie z opiekunem student układa corocznie plan studiów uwzględniający zarówno wymagania konieczne do uzyskania dyplomu ukończenia studiów na wybranym kierunku, jak i indywidualne zainteresowania oraz pasje naukowe.
- Humanistyczne i Społeczne – oferta kierunków studiów, prowadzonych przez jednostki organizacyjne Uniwersytetu Warszawskiego współtworzące Kolegium MISH, obejmuje wybrane kierunki humanistyczne i społeczne, m.in. filozofię, socjologię, historię, etnologię, filologie, psychologię, pedagogikę, dziennikarstwo, kulturoznawstwo, ekonomię, stosowane nauki społeczne, profilaktykę społeczną, nauki polityczne, artes liberales, prawo i inne.

### Kierunki studiów
Studenci MISH mogą uzyskiwać dyplomy na kilkudziesięciu kierunkach i specjalnościach (kierunki i specjalności, na których obowiązują rekomendacje zostały podkreślone):
- politologia; polityka społeczna; stosunki międzynarodowe; europeistyka; bezpieczeństwo wewnętrzne (prowadzone przez Wydział Nauk Politycznych i Studiów Międzynarodowych)
- dziennikarstwo; logistyka i administrowanie w mediach; informacja naukowa i bibliotekoznawstwo (prowadzone przez Wydział Dziennikarstwa, Informacji i Bibliologii)
- finanse, inwestycje i rachunkowość; informatyka i ekonometria; ekonomia (prowadzone przez Wydział Nauk Ekonomicznych)
- filozofia; bioetyka; kognitywistyka (prowadzone przez Wydział Filozofii)
- socjologia; język i społeczeństwo – interdyscyplinarne studia nad dyskursem; socjologia cyfrowa (prowadzone przez Wydział Socjologii)
- geografia; gospodarka przestrzenna (prowadzone przez Wydział Geografii i Studiów Regionalnych)
- etnologia; historia sztuki; muzykologia (prowadzone przez Wydział Nauk o Kulturze i Sztuce)
- historia; historia i kultura Żydów (prowadzone przez Wydział Historii)
- archeologia (prowadzona przez Wydział Archeologii)
- lingwistyka stosowana; studia nad słowiańszczyzną wschodnią (rusycystyka) (prowadzone przez Wydział Lingwistyki Stosowanej)
- filologia angielska; germanistyka; romanistyka; iberystyka; italianistyka; filologia ugrofińska (prowadzone przez Wydział Neofilologii)
- arabistyka; indologia; afrykanistyka; hebraistyka; japonistyka; koreanistyka; sinologia; turkologia; mongolistyka i tybetologia; iranistyka; egiptologia; asyriologia; hetytologia (prowadzone przez Wydział Orientalistyczny)
- andragogika; pedagogika; pedagogika nauczycielska; logopedia (prowadzone przez Wydział Pedagogiczny)
- filologia klasyczna; kulturoznawstwo; filologia polska; slawistyka; filologia bałtycka (prowadzone przez Wydział Polonistyki)
- prawo – 5-letnie studia magisterskie (prowadzone przez Wydział Prawa i Administracji)
- psychologia – 5-letnie studia magisterskie (prowadzone przez Wydział Psychologii)
- socjologia stosowana; profilaktyka społeczna i resocjalizacja; praca socjalna; kryminologia (prowadzone przez Wydział Stosowanych Nauk Społecznych i Resocjalizacji)
- cywilizacja śródziemnomorska; filologia nowogrecka; antropozoologia; artes liberales (prowadzone przez Wydział „Artes Liberales”)
- amerykanistyka (prowadzone przez Ośrodek Studiów Amerykańskich)
- studia latynoamerykańskie (prowadzone przez Centrum Studiów Latynoamerykańskich)
- gospodarka przestrzenna (Centrum Europejskich Studiów Regionalnych i Lokalnych)

### Rekrutacja
W Polsce podczas rekrutacji na uczelnie wyższe stosuje się wyniki uzyskane podczas egzaminu maturalnego. Podczas rekrutacji na MISH wynik uzyskany na egzaminie dojrzałości stanowi tylko część wymagań związanych z rekrutacją. Każdy kandydat odbywa również rozmowę z komisją rekrutacyjną, która ocenia kandydata na podstawie jego osiągnięć pozaszkolnych podczas nauki w szkole średniej oraz umiejętności retorycznych.

### Władze
Międzydziedzinowymi Indywidualnymi Studiami Humanistycznymi na Uniwersytecie Warszawskim zarządza prof. dr hab. Marek Wąsowicz wraz z dr Anną Rosner, drem Pawłem Poławskim oraz drem hab. Piotrem Schollenbergerem.

## MISH w Polsce
Ku podobnym przemianom dążą również inne szkoły wyższe, o czym świadczy inicjatywa ośmiu uczelni powołania do życia studiów o podobnym charakterze, których struktura wzorowana jest na systemie stworzonym przez warszawskie Kolegium MISH.
- Uniwersytet Śląski w Katowicach (od 1997)
- Uniwersytet Mikołaja Kopernika w Toruniu (od 1997)
- Katolicki Uniwersytet Lubelski Jana Pawła II (od 2000)
- Uniwersytet Jagielloński (od 2000)
- Uniwersytet im. Adama Mickiewicza w Poznaniu (od 2002)
- Uniwersytet Wrocławski (od 2004)
- Uniwersytet Marii Curie-Skłodowskiej (od 2007)
- Uniwersytet Szczeciński (od 2008)
- Uniwersytet Łódzki (od 2008)
- Uniwersytet Opolski (od 2011)

## MISH za granicą
Dzięki współpracy z polskimi ośrodkami, studia tego typu utworzono na uniwersytetach Ukrainy i Białorusi:
- we Lwowie, jako efekt współpracy Państwowego Uniwersytetu im. Iwana Franki i Ukraińskiego Uniwersytetu Katolickiego (2002 r.)
- na Uniwersytecie im. Janki Kupały w Grodnie (2003 r.)
- na Białoruskim Uniwersytecie Państwowym w Mińsku (2004 r.).
- w Humaniu, jako efekt współpracy Państwowego Uniwersytetu Pedagogicznego im. Pawła Tyczyny i Uniwersytetu im. Adama Mickiewicza w Poznaniu (2008 r.).